# Barbara Nwaba
Barbara Udoezi Nwaba (* 8. Januar 1989 in Los Angeles, Kalifornien) ist eine ehemalige US-amerikanische Leichtathletin, die sich auf den Siebenkampf spezialisiert hat. Ihr jüngerer Bruder David Nwaba ist als Basketballspieler aktiv.

## Sportliche Laufbahn
Barbara Nwaba wuchs in Los Angeles auf und absolvierte ein Studium an der University of California, Santa Barbara. Erstmals außerhalb der Vereinigten Staaten trat sie 2015 beim Hypomeeting in Götzis an und belegte dort mit 6342 Punkten den elften Platz. Anschließend wurde sie bei den Weltmeisterschaften in Peking mit 5315 Punkten 27. Im Jahr darauf gewann sie bei den Hallenweltmeisterschaften in Portland mit 4661 Punkten die Bronzemedaille im Fünfkampf hinter der Kanadierin Brianne Theisen-Eaton und Alina Fjodorowa aus der Ukraine, nachdem die ursprünglich Zweitplatzierte Ukrainerin Anastassija Mochnjuk wegen eines Dopingverstoßes disqualifiziert worden war. In Götzis belegte sie mit 6360 Punkten den fünften Platz und im August nahm sie an den Olympischen Sommerspielen in Rio de Janeiro teil und gelangte dort mit 6309 Punkten auf dem zwölften Platz. 2017 beendete sie ihre aktive sportliche Karriere, wagte aber 2021 ein Comeback, ehe sie endgültig einen Schlussstrich zog.
In den Jahren 2015 und 2016 wurde Nwaba US-amerikanische Meisterin im Siebenkampf sowie 2016 Hallenmeisterin im Fünfkampf.

## Persönliche Bestleistungen
- Siebenkampf: 6500 Punkte, 28. Juni 2015 in Eugene
  - Fünfkampf (Halle): 4661 Punkte, 18. März 2016 in Portland